# 志摩市磯部ふれあい公園
志摩市磯部ふれあい公園（しましいそべふれあいこうえん）は、三重県志摩市にある都市公園。通称は、ふれあい公園・ふれあい。
志摩市が設置し、NPO法人いそべスポーツクラブが指定管理者として管理・運営を行う。国道167号沿いの小高い丘の上に位置する。

## 概要
当時の志摩郡磯部町が町民からの要望と時代の要請に応じるために建設した公園で、「磯部町のシンボル」として位置付けられていた。磯部町民の健康増進・体力練成・文化活動の拠点として利用されてきた。都市公園の分類としては、地区公園であり、総面積は5.0ha。
園内は管理事務所を併設する総合体育館、多目的広場、遊具や休憩舎・植栽のある幼児広場、芝生広場、テニスコート、遊具（すべり台）のある冒険広場からなる。

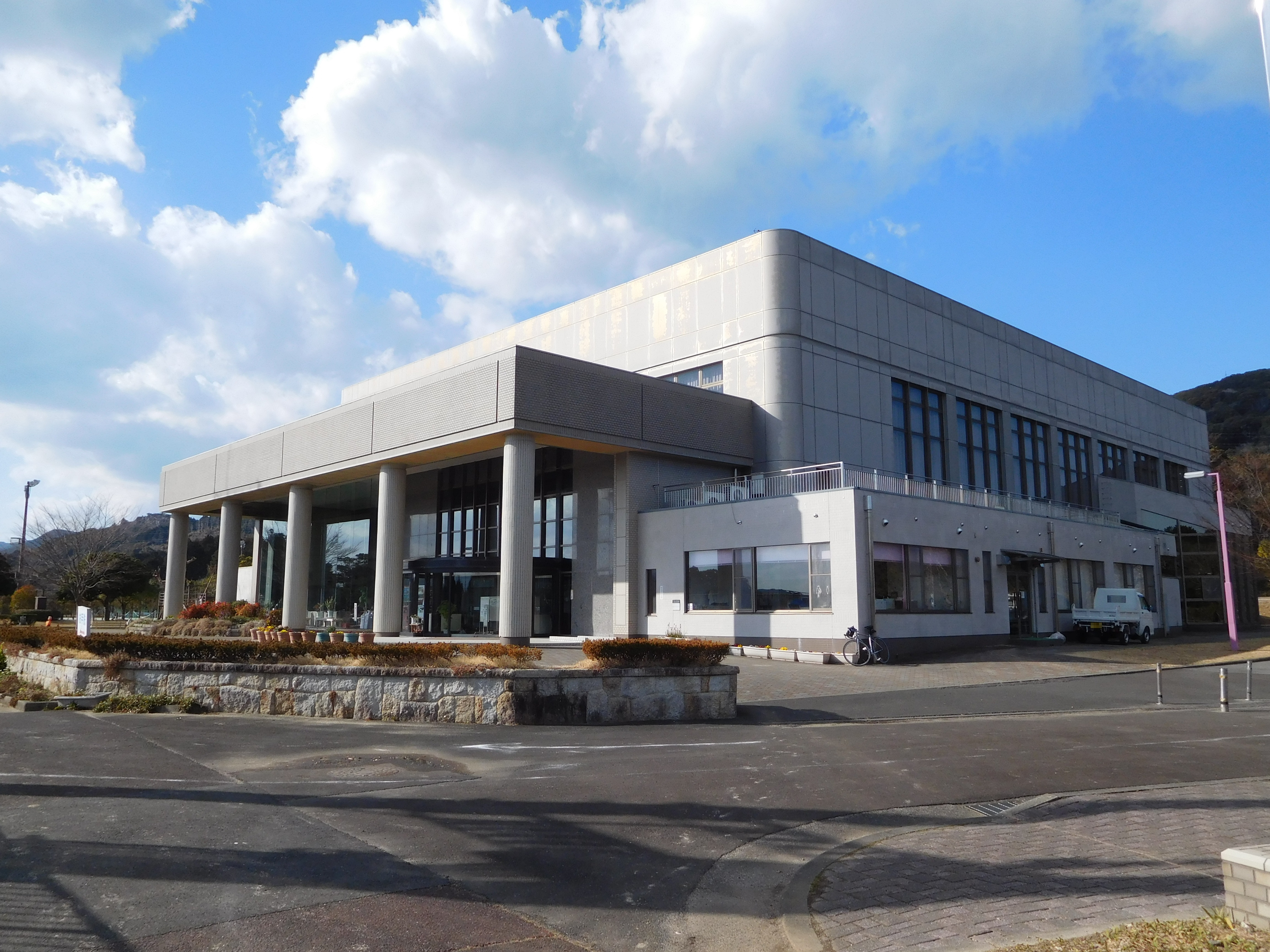
総合体育館
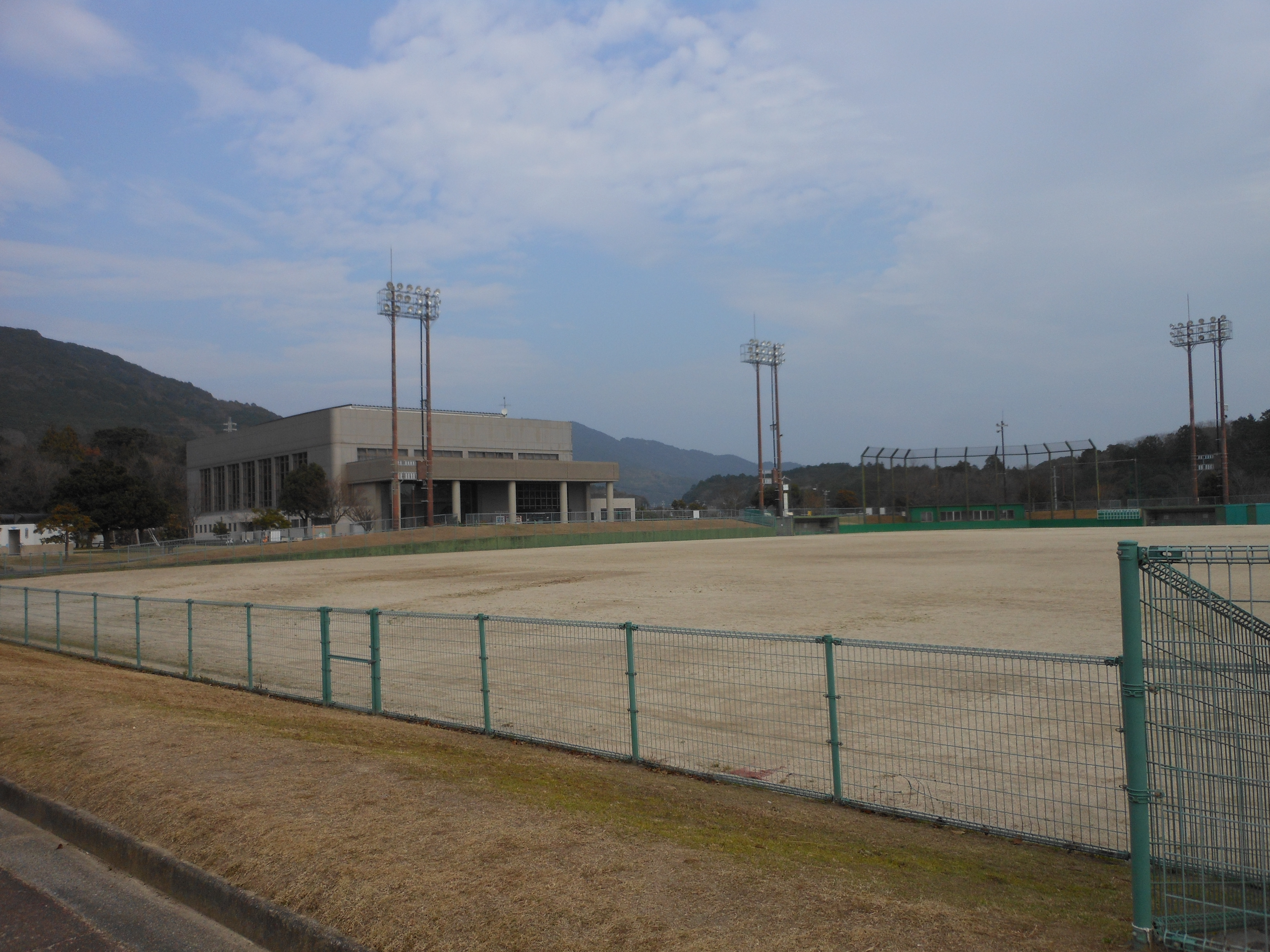
多目的広場
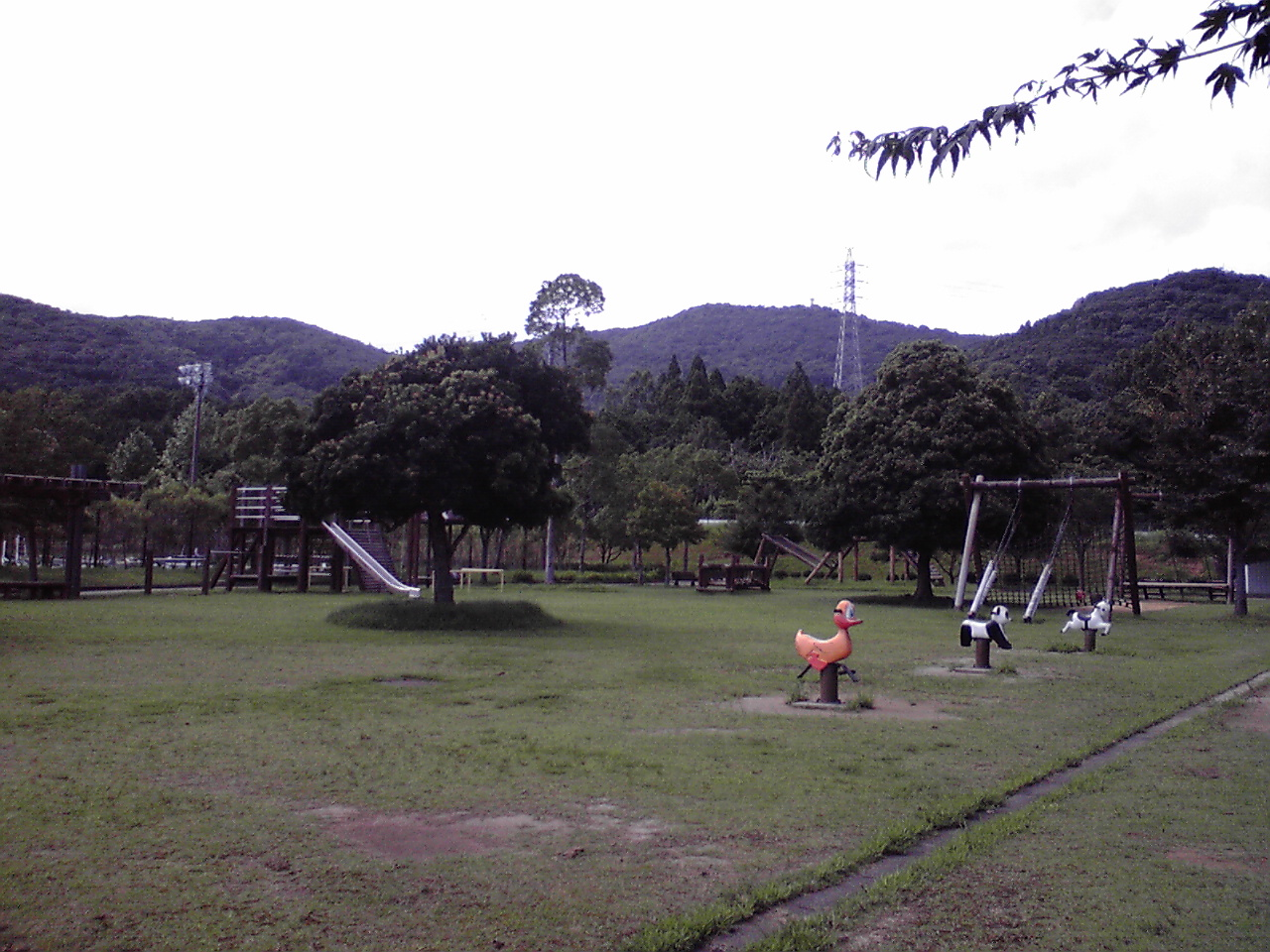
幼児広場
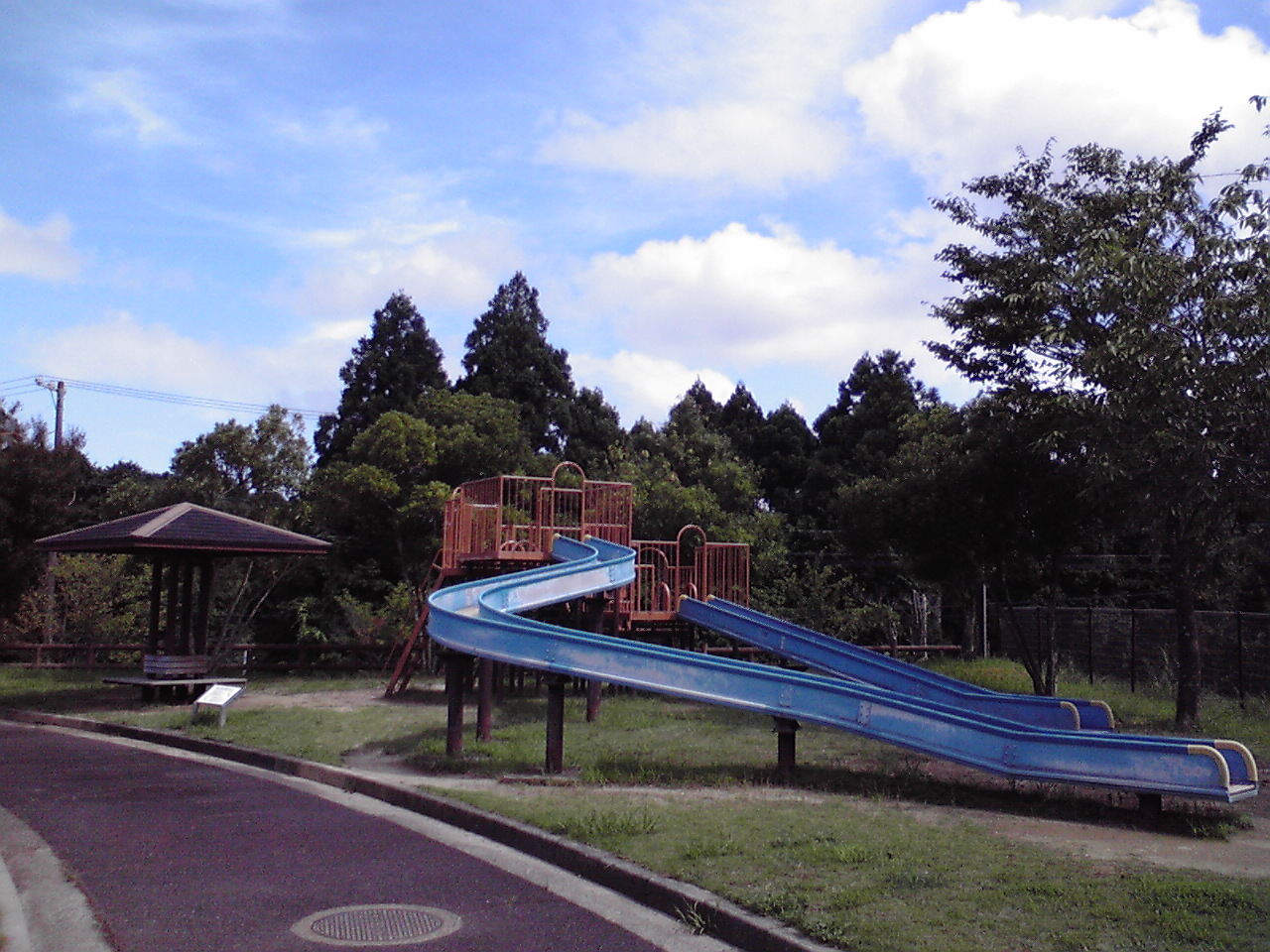
冒険広場

### 総合体育館
ふれあい公園の中核施設。1階にアリーナ（体育館）、ステージ、管理事務所、医務室、控室、放送調光室、更衣室、器具庫、トレーニングルーム、会議室、キンダールーム、ポンプ室、機械室、3室の倉庫が、2階に固定式の観客席が280席ある。
- アリーナ - 面積1,095m2（バレーボール2面、バスケットボール1面、バドミントン6面）[5]
- 利用者数（2007年度[6]）

| 施設               | 利用者数（人） |
| アリーナ           | 27,035         |
| 会議室             | 2,876          |
| トレーニングルーム | 2,452          |

### 多目的広場
面積11,479m2、照明6基を備える土のグラウンド。2007年度の利用者数は12,012人。軟式野球やソフトボール に主に利用される。日常的には野球の練習やスポーツ少年団、中学校体育連盟などが使用するが、中日本総合選手権ソフトボール大会・毎日杯争奪少年サッカー大会、東日本軟式野球大会などが開催されたことがある。

### テニスコート
全天候型のテニスコートが4面（人工芝コート2面、ハードコート2面）ある。コートの改修要望が挙がっている。2007年度の利用者数は2,696人。

## 沿革
1989年（平成元年）6月にふるさと創生事業検討委員会が発足し、同年7月21日に答申を出した。これを受け、磯部町は「ふるさとづくり特別対策事業」と「都市公園事業」を導入し、公園建設を開始した。
- 1991年（平成3年）8月22日 - 多目的広場完成[12]。
- 1992年（平成4年）3月30日 - 磯部ふれあい公園完成[12]。
- 1993年（平成5年）4月1日 - 幼児広場及び多目的広場の照明が完成[13]。
- 1994年（平成6年）
  - 4月1日 - テニスコートが完成[14]。
  - 10月1日 - 芝生広場が完成[14]。
- 1995年（平成7年） - 磯部町合併40周年記念楠瀬誠志郎コンサートを開催[9]。
- 2003年（平成15年） - みえスポーツフェスティバルソフトボール競技・ラグビーフットボール競技開催[9]。
- 2006年（平成18年）9月24日 - みえスポーツフェスティバル2006剣道競技を開催[15]。
- 2008年（平成20年）
  - 2月24日 - 車いすバスケットボール交流試合を開催[16]。
  - 4月 - 指定管理者制度導入により、いそべスポーツクラブが管理運営を行うようになる[17]。
  - 9月19日〜9月22日 - 第14回全国シニアソフトボール古希志摩大会を開催[18]。
- 2009年（平成21年）2月15日 - 総合体育館の天井に引っかかったバレーボールを取りに行った男性が転落し死亡する事故が発生[19]。
- 2016年（平成28年）5月24日〜5月27日 - 伊勢志摩サミットに伴う警備拠点として利用されるため、一般の利用制限が課せられる[20]。

## 主な開催試合・行事
- 鳥羽志摩中学校体育連盟主催試合
- いそべスポーツクラブ駅伝大会 - 1月
- いそべスポーツクラブテニス大会 - 10月
- 磯部町美術展覧会（通称：町美展、町展） - 11月。2007年（平成19年）には610点が出品され、1,500人の参加があった[21]。2008年（平成20年）から志摩市磯部生涯学習センターに会場を変更[22]。
- 鳥羽志摩中学校駅伝大会 - 11月

## いそべスポーツクラブ
いそべスポーツクラブは、三重県志摩市の磯部町域で活動するスポーツの団体。略称はISC。1999年（平成11年）度から磯部町スポーツ派遣主事から「総合型地域スポーツクラブ」の話があり、設立準備を進め、2002年（平成14年）6月20日に正式に発足した。2008年4月には磯部ふれあい公園の指定管理を受託、同年4月24日にNPO法人の認証を取得する。
事務所はふれあい公園総合体育館内に置いている。2011年度の会員は408人。

## 交通
- 近鉄志摩線
  - 沓掛駅より徒歩約14分（約1.2km）
  - 上之郷駅より徒歩約16分（約1.4 km）
- 伊勢自動車道伊勢西インターチェンジから三重県道32号伊勢磯部線経由、約16.7 km。
- 鳥羽市鳥羽市街より国道167号経由、約14km。